# Haillainville
Haillainville é uma comuna francesa na região administrativa de Grande Leste, no departamento de Vosges. Estende-se por uma área de 12,26 km². Em 2010 a comuna tinha 175 habitantes (densidade: 14,3 hab./km²).